# Clancluiguyguen
Clancluiguyguen (Tlanchuguin, Clancluiguygu), pleme Coahuiltecan Indijanaca sa sjeverne obale donje toka Rio Grande između sadašnjih gradova Zapata i Rio Grande City u Teksasu i susjednom Tamaulipasu. Swanton ih ne navodi u svome popisu. 

## Vanjske poveznice
- Clancluiguyguen Indians